# Seven (cantante)
Seven, pseudonimo di Choi Dong-wook (최동욱?, Choe Dong-ukLR, Ch'oe Tong'ukMR; Seul, 9 novembre 1984), è un cantante sudcoreano.

## Carriera
Viene ingaggiato dall'etichetta YG Entertainment all'età di quindici anni, e viene allenato per quattro anni nel canto e nella danza. Nel 2003 debutta con il primo album Just Listen che ottiene un notevole successo in tutta l'Asia. Nei periodi successivi segue una intensa attività di promozione che comprendono partecipazioni a vari show televisivi, apparizioni in numerosi spot televisivi coreani (tra i quali Samsung, LG, Coca Cola) e una lunga serie di concerti che lo portano ad arrivare in Giappone, Taiwan, Thailandia, Cina, e nel 2005 negli Stati Uniti.
Seven partecipa come ospite nell'album dell'artista americana Amerie nel brano Take Control, nell'edizione asiatica dell'album Because I Love It del 2007. 2007. il rapper Fabolous invece collabererà al primo singolo di SE7EN sul mercato americano. Inoltre al primo album americano del cantante collaboreranno anche i produttori Mark Shimmel e Rich Harrison.
La popolarità di Seven è confermata da un riconoscimento ottenuto come "Miglior cantante pop coreano" agli MTV Asia Awards 2006, tenutisi a Bangkok, Thailandia, oltre che il Best Buzz Asia Award, premio assegnato sempre da MTV nel 2006.

## Vita privata
Nel giugno 2009, Seven e l'attrice Park Han-byul avevano avuto una relazione per sette anni, la coppia si era incontrata per la prima volta quando erano studenti delle superiori. Seven aveva precedentemente negato che fossero una coppia per proteggere la privacy di Park e lasciare che la relazione crescesse in modo naturale. 

## Discografia

### In coreano

#### Album in studio
- 2003 – Just Listen
- 2004 – Must Listen
- 2006 – 24/Seven
- 2006 – Sevolution

### In giapponese

#### Album in studio
- 2006 – First Seven
- 2016 – Dangerman
- 2017 – 1109

### In cinese

#### Album in studio
- 2006 – Must Listen